# Convención Nacional Republicana de 2024

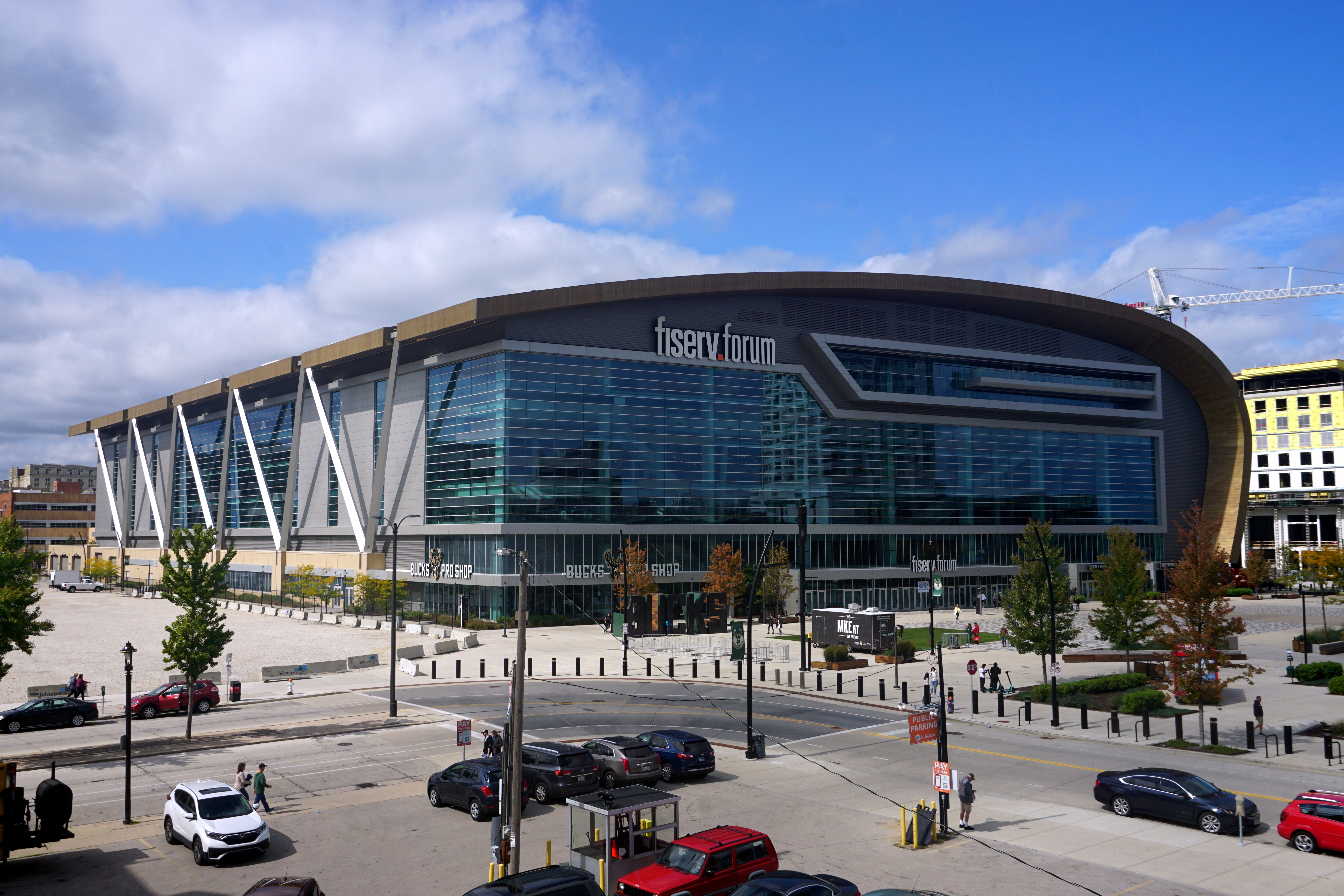
El Fiserv Forum en Milwaukee, Wisconsin, fuela sede de las sesiones generales de la convención.

La Convención Nacional Republicana de 2024 fue un evento en el que los delegados del Partido Republicano de los Estados Unidos seleccionaron a los candidatos del partido a presidente y vicepresidente en las elecciones presidenciales de Estados Unidos de 2024. Celebrada del 15 al 18 de julio de 2024 en el Fiserv Forum de Milwaukee, Wisconsin, precedió a la Convención Nacional Demócrata de 2024, que está prevista para celebrarse del 19 al 22 de agosto en el United Center de Chicago, Illinois.
La convención comenzó dos días después de un intento de asesinato del presunto candidato del partido, Donald Trump, en un mitin de campaña cerca de Butler, Pensilvania. Trump aceptó la nominación de su partido el 18 de julio, convirtiéndose en el segundo republicano en ser nominado tres veces a la presidencia (después de Richard Nixon en 1960, 1968 y 1972) y el primer republicano en recibir tres nominaciones presidenciales consecutivas. J. D. Vance, senador por Ohio, aceptó la nominación del partido para vicepresidente.

## Selección del sitio

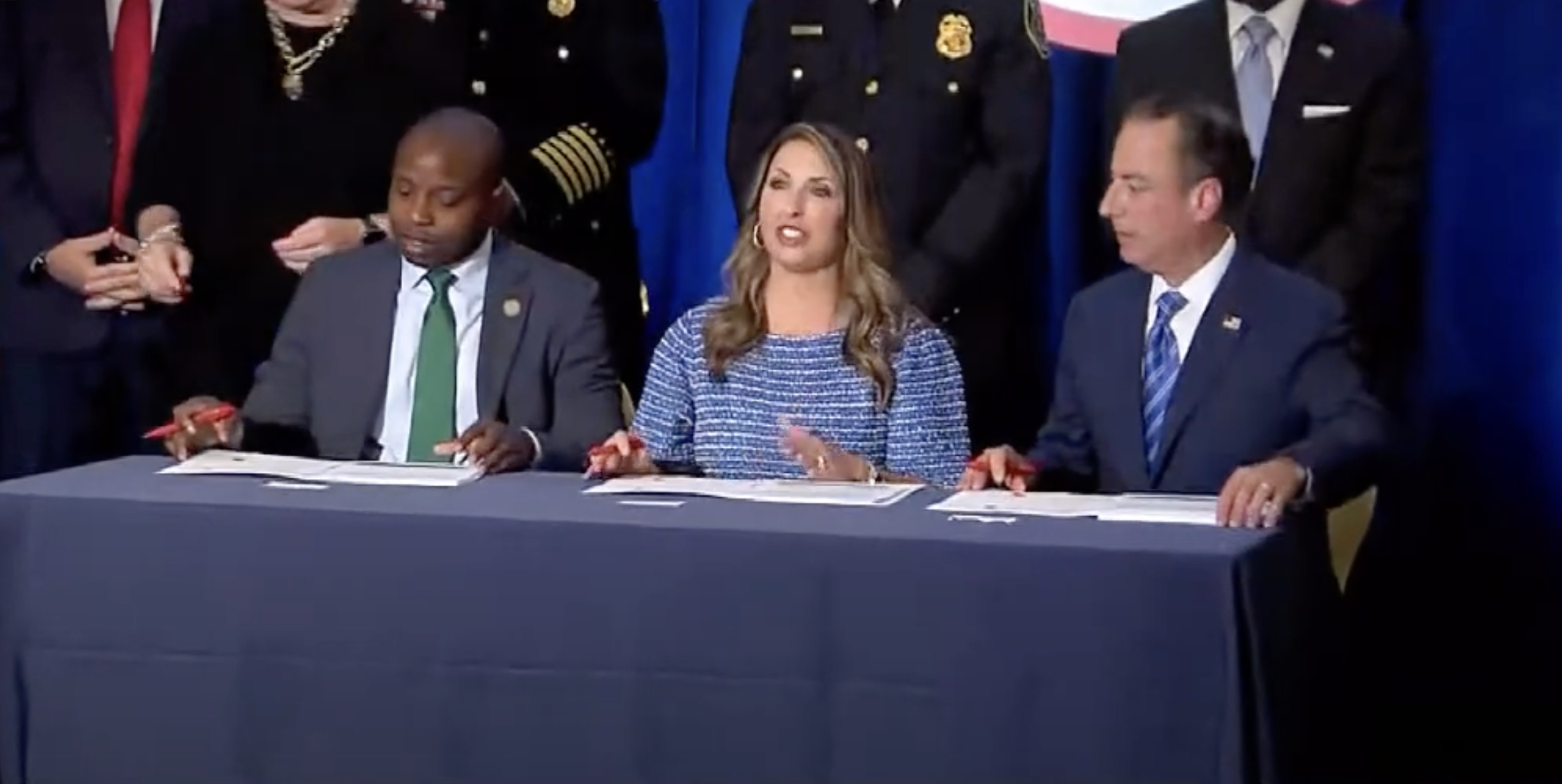
El acuerdo de hospedaje siendo firmado por (de izquierda a derecha) el alcalde de Milwaukee, Cavalier Johnson, la presidenta del Partido Republicano, Ronna McDaniel, y el presidente del comité anfitrión, Reince Priebus, el 5 de agosto de 2022.

El 7 de enero de 2022, un portavoz del Comité Nacional Republicano dijo que cuatro posibles ciudades anfitrionas estaban en la carrera para ser seleccionadas para la convención de 2024: Milwaukee, Nashville, Pittsburgh y Salt Lake City. Milwaukee fue oficialmente la ciudad anfitriona de la Convención Nacional Demócrata de 2020, que se celebró en gran medida virtualmente en una variedad de lugares y Milwaukee solo asumió el papel de sede de producción debido a la pandemia de COVID-19. Milwaukee y Pittsburgh están ubicados en estados pendulares clave (Wisconsin y Pensilvania, respectivamente) que desempeñaron un papel importante en la determinación del ganador del Colegio Electoral en las elecciones recientes, mientras que Nashville y Salt Lake City son las respectivas capitales estatales de Tennessee y Utah, que han sido estados confiablemente republicanos durante la mayor parte del medio siglo anterior (aunque las propias capitales se consideran bastiones demócratas dentro de sus estados). Desde 2008 hasta las elecciones de 2020, tanto el Partido Demócrata como el Partido Republicano solo habían celebrado sus convenciones en estados pendulares. Houston había tomado medidas previas para presentar una oferta, pero decidió no hacerlo debido a conflictos con otros eventos programados en las sedes. Otros lugares que en algún momento tuvieron interés en ser anfitriones, pero que finalmente no presentaron ofertas, incluyeron Columbus,Las Vegas, San Antonio, y el estado de Georgia. Kansas City, Misuri, había hecho una oferta formal, pero la retiró a fines de diciembre de 2021, antes de que se nombraran las ciudades finalistas.
El 4 de febrero de 2022, el comité de ofertas de Pittsburgh anunció que su oferta había sido eliminada de toda consideración. A principios de marzo de 2022, Salt Lake City fue eliminada por el Comité Nacional Republicano, dejando a Milwaukee y Nashville como las dos ciudades finalistas restantes. El Consejo Metropolitano de Nashville votaron en contra de un borrador de acuerdo de hospedaje, efectivamente abandonando la candidatura de la ciudad.
El 15 de julio de 2022, un comité de selección del sitio votó por unanimidad para recomendar Milwaukee como el sitio de la convención en lugar de Nashville. El Comité Nacional Republicano votó a favor de Milwaukee como anfitrión de la convención del partido en 2024 durante su reunión de principios de agosto de 2022 en Chicago.
Milwaukee es la primera ciudad que alberga convenciones de partidos importantes en elecciones consecutivas desde que Nueva York fue sede de las Convenciones Nacionales Demócratas de 1976 y 1980. Sin embargo, la convención de 2024 será la primera vez que Milwaukee organice una convención de nominación presidencial normal en persona, desde que la convención de 2020 se celebró con un formato «virtual».
| Ciudad         | Estado      | Resultado                                           | Evento                                                                   | Convenciones anteriores de partidos importantes organizadas por ciudad |
| -------------- | ----------- | --------------------------------------------------- | ------------------------------------------------------------------------ | ---------------------------------------------------------------------- |
| Milwaukee      | Wisconsin   | Ganador                                             | Fiserv Forum                                                             | Demócrata: 2020                                                        |
| Nashville      | Tennessee   | Finalista (oferta eliminada en agosto de 2022)      | Presumiblemente Bridgestone Arena y/o Music City Center                  | Ninguna                                                                |
| Salt Lake City | Utah        | Finalista (oferta eliminada en marzo de 2022)       | Vivint Arena                                                             | Ninguna                                                                |
| Pittsburgh     | Pensilvania | Finalista (oferta eliminada en febrero de 2022)     | Presumiblemente PPG Paints Arena y/o David L. Lawrence Convention Center | Ninguna                                                                |
| Kansas City    | Misuri      | No finalista (oferta retirada en diciembre de 2021) | T-Mobile Center                                                          | Demócrata: 1900 Republicano: 1928, 1976                                |

## Logística
El 21 de diciembre de 2022, el Comité Nacional Republicano anunció que las fechas de la convención serán del 15 al 18 de julio de 2024.
Se prevía que el evento atrajera potencialmente a 50 000 visitantes a Milwaukee. Estimaciones mostraron que podría generar hasta 200 millones de dólares en ingresos para la región.
En términos de población, Milwaukee es más pequeña que otras áreas metropolitanas que han albergado recientes convenciones de partidos importantes. Milwaukee se encuentra entre las áreas metropolitanas más pequeñas que han albergado una convención importante del partido.
El 11 de abril de 2023 se anunció que Chicago había sido seleccionada para albergar la Convención Nacional Demócrata de 2024. Milwaukee y Chicago están separadas aproximadamente 90 millas en la costa del lago Míchigan. Se trata de una proximidad muy inusual para dos ciudades diferentes que albergan importantes convenciones de partidos el mismo año. Desde 1972, cuando ambas convenciones compartieron por última vez una ciudad anfitriona, los sitios de las convenciones de los dos partidos principales no habían estado ubicados tan cerca.

### Comité anfitrión

Logotipo del comité anfitrión.

Reince Priebus se desempeña como presidente del Comité Anfitrión de MKE 2024. Desde septiembre de 2022 hasta mayo de 2023, el director ejecutivo (CEO) del comité anfitrión fue Stephen B. King. En mayo de 2023, se anunció que el empresario de Milwaukee, Ted Kellner, reemplazaría a King como director ejecutivo, pero que King seguiría siendo miembro del Comité Anfitrión.
El comité anfitrión de la convención pretende recaudar 65 millones de dólares para financiar la convención. Entre los donantes se encontraban WinRed, Turning Point USA, General Motors y la Asociación Estadounidense de Bebidas.

### Comité de Arreglos
El Comité de Arreglos de la convención trabaja con el comité anfitrión en nombre del Comité Nacional Republicano. El 24 de marzo de 2023, Anne Hathaway fue nombrada presidenta del comité y Ron Kaufman fue nombrado presidente general. Elise Dickens fue nombrada directora ejecutiva el 1 de junio de 2023. El 29 de junio de 2023, se anunciaron más miembros del comité, incluido KC Crosbie como tesorero, Vicki Drummond como secretaria y David Bossie como copresidente. Otros miembros del comité que se anunciaron fueron Maripat Krueger, Brian Schimming y Tom Schreibel.

### Hoteles y otros alojamientos
Milwaukee y su área metropolitana inmediata tienen un número menor de habitaciones de hotel de las que pueden ser necesarias para una convención de nominación presidencial de un partido importante. Como resultado de esto, originalmente se esperaba que la Convención Nacional Demócrata de 2020, antes de que los planes cambiaran debido a la pandemia de COVID-19, albergara a una gran parte de los delegados de la convención en habitaciones de hotel ubicadas en Illinois. Sin embargo, debido al hecho de que las convenciones republicanas tienen menos delegados totales que las convenciones demócratas, se ha informado que los planes para la Convención Republicana de 2024 no implican adaptaciones tan amplias para los delegados. Originalmente se anticipó que algunos visitantes de la Convención Demócrata de 2020 se quedarían en Madison, Wisconsin. La oficina de visitantes de Madison, Wisconsin, confirmó que, cuando la ciudad de Milwaukee hizo su oferta, los funcionarios de Milwaukee les preguntaron sobre la disponibilidad del hotel de Madison alrededor del momento de la convención.
Para dar cabida a los visitantes de la convención, el comité anfitrión trabajó con una empresa con sede en Chicago para asegurar habitaciones de hotel en más de 300 hoteles y moteles ubicados dentro de un radio de 60 millas del sitio de la convención.
Además de los hoteles, los planes originales para la Convención Demócrata de 2020 en la ciudad incluían dormitorios en universidades y colegios del área de Milwaukee para alojar a algunos invitados y voluntarios de la convención. De manera similar, se espera que los dormitorios se utilicen como alojamiento durante la Convención Nacional Republicana de 2024. La Universidad Marquette ha ajustado su calendario académico para permitir la disponibilidad de sus dormitorios durante la convención.

### Seguridad

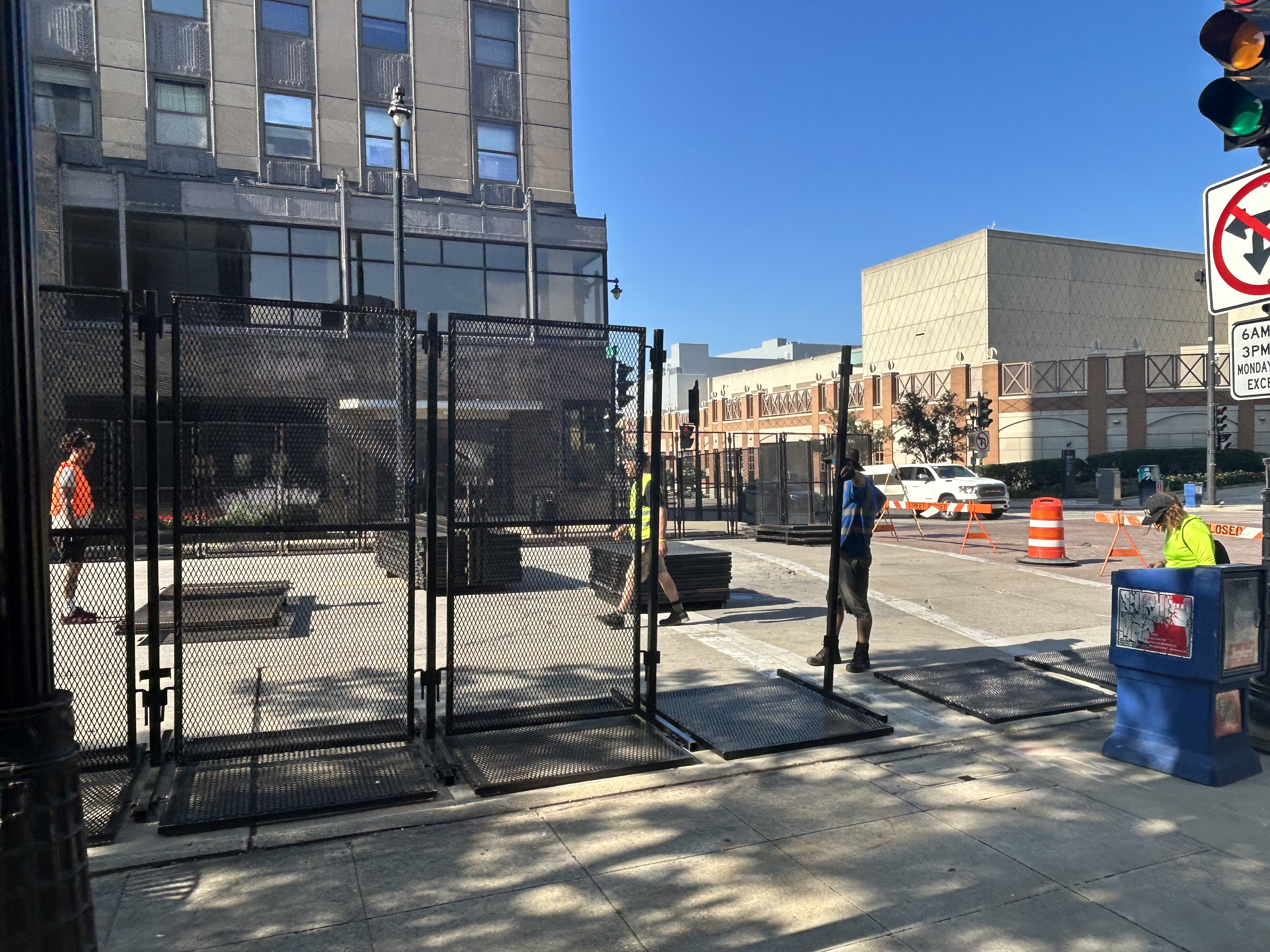
Valla temporal erigida cerca del Baird Center antes de la convención.

La convención será un National Special Security Event. Con la excepción de las convenciones reducidas de 2020, en cada elección presidencial desde 2004 se han asignado 50 millones de dólares en subvenciones a cada ciudad anfitriona de la convención para cubrir costos de seguridad. A principios de 2023, los ocho miembros de Wisconsin de la Cámara de Representantes de los Estados Unidos escribieron una carta al Subcomité de Comercio, Justicia y Ciencia del Comité de Asignaciones de la Cámara instando a que la cantidad asignada para seguridad en cada convención se aumentara a 75 millones de dólares para la elección de 2024. elección.
En abril de 2023, el alcalde de Milwaukee, Cavalier Johnson, declaró que creía que las consideraciones que deberían informar los planes de seguridad para la Convención Nacional Republicana de 2024 deberían incluir los planes de seguridad originales para una Convención Nacional Demócrata a gran escala de 2020 en la ciudad y aportes para el Servicio Secreto de los Estados Unidos. También afirmó que los planes de seguridad deben reflejar el clima político, destacando el asalto al Capitolio de los Estados Unidos de 2021.
En abril de 2023, se estimó que la seguridad del Comité Nacional Republicano podría necesitar 4500 agentes de policía de agencias fuera del Departamento de Policía de Milwaukee. Esta cifra es 1500 más que la cantidad de agentes de policía externos que se esperaba originalmente en los planes para una Convención Nacional Demócrata a gran escala en 2020 en la ciudad.
Atendiendo a una solicitud del jefe de policía de Milwaukee, Jeffrey Norman, en mayo de 2023, la Comisión de Policía y Bomberos de Milwaukee aprobó una suspensión que durará desde el 12 de julio hasta el 26 de julio de 2024, de la política de la ciudad de 15 días para la publicación de imágenes de cámaras corporales. La votación de 6 a 3 de la Comisión de Policía y Bomberos de Milwaukee para autorizar esto se llevó a cabo en una sesión a puerta cerrada sin comentarios del público. Esta medida recibió críticas de activistas comunitarios. La Unión Estadounidense por las Libertades Civiles (ACLU) de Wisconsin publicó una opinión oponiéndose a la suspensión de la política.
Tras el intento de asesinato de Donald Trump, se anunció que el perímetro de seguridad se ampliaría para crear zonas de amortiguamiento alrededor del evento.

## Cronograma

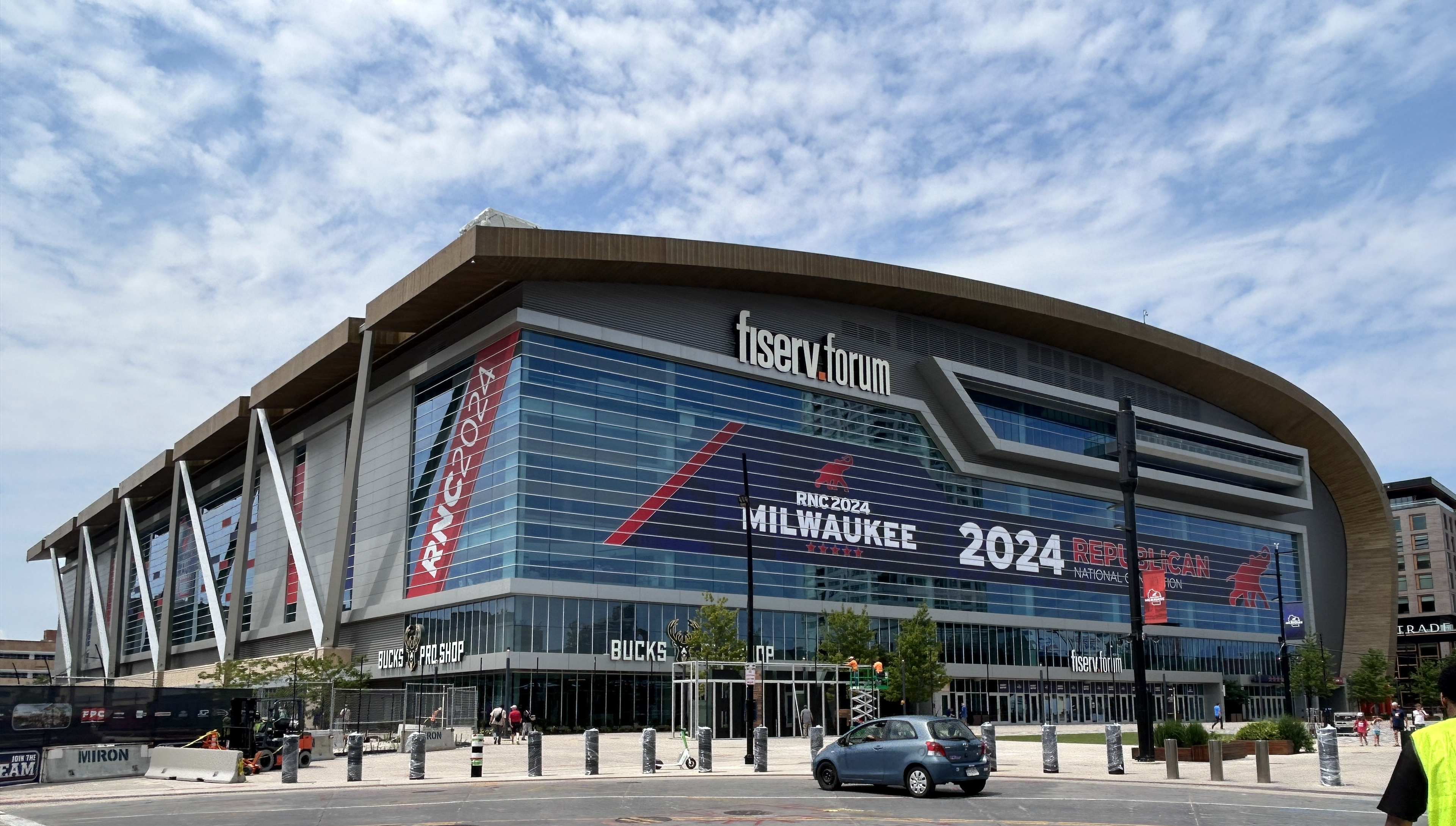
Exterior del Fiserv Forum, decorado para la convención.

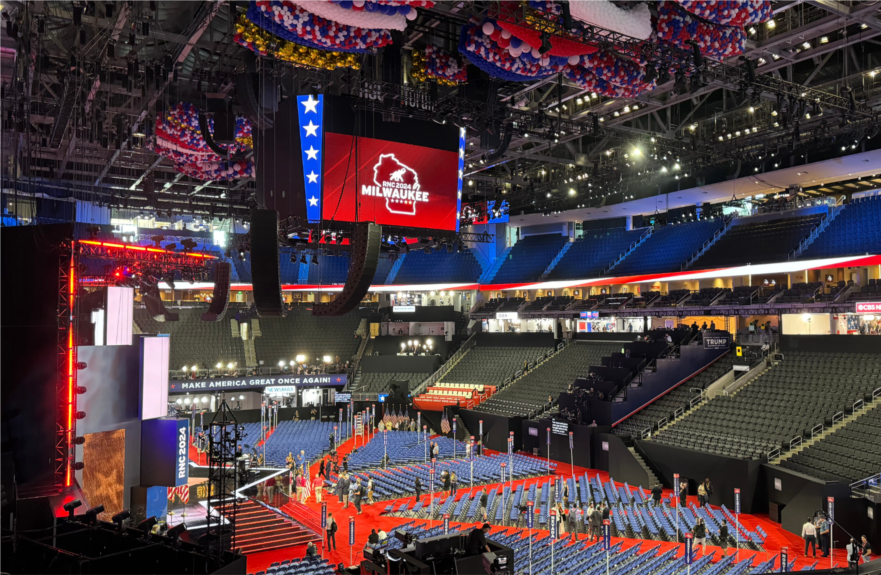
Fiserv Forum, tal como se organizó para la convención.

El tema del 15 de julio fue Make America Wealthy Once Again («Hacer que Estados Unidos vuelva a ser rico»), centrándose en la economía.
El tema del 16 de julio fue Make America Safe Once Again («Hacer que Estados Unidos vuelva a ser seguro»), centrado en el crimen y la inmigración ilegal.
El tema del 17 de julio fue Make America Strong Once Again («Hacer que Estados Unidos vuelva a ser fuerte»), destacando la seguridad nacional y la política exterior.
El tema del 18 de julio fue Make America Great Once Again («Hacer que Estados Unidos vuelva a ser grande», para concluir la convención.
Fuente:

## Plataforma
La Convención Nacional Republicana de 2020 no produjo una nueva plataforma, sino que reutilizó la plataforma de 2016 y produjo un documento que afirmaba el apoyo a Trump.
El 8 de julio de 2024, el Comité de Plataforma del Comité Nacional Republicano, dirigido por Randy Evans, Russ Vought y Ed Martin, adoptó la «Plataforma del Partido Republicano 2024 de Donald J. Trump».
En mayo de 2024, los medios informaron que la campaña de Trump quería cambiar las posiciones de la plataforma sobre el aborto y el matrimonio entre personas del mismo sexo. En junio de 2024, The New York Times informó que la campaña de Trump también quería acortar significativamente la plataforma, centrándose en contrastar con el Partido Demócrata en lugar de proporcionar detalles extensos sobre políticas. Trump tiene una plataforma separada, pero similar, llamada Agenda 47.
El primer borrador fue descrito por The New York Times como «más nacionalista, más proteccionista y menos socialmente conservador».
Después de que se publicó la plataforma republicana, The Washington Post señaló que la plataforma contenía numerosas paráfrasis y citas directas de los discursos de Trump y publicaciones de Truth Social de su campaña de 2024, a diferencia de las plataformas anteriores de los principales partidos políticos estadounidenses.

### Tabla de contenido
La plataforma cuenta con 20 secciones de contenido.
- Dos secciones sobre inmigración.
- Cuatro secciones sobre economía, energía e impuestos.
- Uno sobre libertades civiles.
- Uno sobre política exterior y el ejército.
- Uno sobre el gobierno.
- Uno sobre el crimen.
- Uno sobre «reconstruir nuestras ciudades».
- Otro sobre el ejército.
- Otro sobre economía.
- Uno sobre derechos.
- Uno sobre la eliminación de los créditos fiscales para vehículos eléctricos.
- Uno sobre educación.
- Uno sobre atletas transgénero.
- Uno sobre las protestas «pro-Hamás» en los campus universitarios.
- Uno sobre las elecciones.
- Conclusión de unir al país «llevándolo a niveles nuevos y récord de éxito».

Fuente:

### Disposiciones notables
La plataforma tiene 16 páginas, significativamente menos que la plataforma de 60 páginas de 2016.
La plataforma elimina la oposición al matrimonio entre personas del mismo sexo y descarta los llamados a una prohibición nacional del aborto, y en lugar de eso dice que la política sobre el aborto debe dejarse en manos de los estados. Implica, pero no afirma, que el estatus de persona comienza antes del nacimiento. «Creemos que la 14.ª Enmienda a la Constitución de los Estados Unidos garantiza que a ninguna persona se le puede negar la Vida o la Libertad sin el Debido Proceso, y los Estados son, por tanto, libres de aprobar Leyes que protejan esos Derechos», dice el documento en un apartado titulado Republicans Will Protect and Defend a Vote of the People, from within the States, on the Issue of Life («Los republicanos protegerán y defenderán el voto del pueblo, desde dentro de los estados, sobre la cuestión de la vida»). Varios activistas antiaborto habían pedido a Trump que hiciera el documento más explícito antes de la convención.
La plataforma pide la deportación de millones de «extranjeros ilegales» y «sellar la frontera». Apoya los arancel es sobre las importaciones a Estados Unidos y elimina el apoyo a la estadidad de Puerto Rico. La plataforma también propone abolir con el Departamento de Educación, pero protegiendo la Seguridad Social y Medicare.
El término «sentido común» aparece doce veces en el documento.

## Nominación y votación

### Discursos de nominación y apoyo de Trump
En 1972, para evitar un posible discurso de nominación de Pete McCloskey, se cambiaron las reglas y un candidato necesitaba tener una mayoría en al menos 5 estados para poder ser incluido en la nominación. En 2016, este número se elevó a 7 para evitar discursos que nominen a Ted Cruz.
La última vez que se nominó el nombre de más de un candidato fue en 1976.

#### Discursos oficiales de nominación y apoyo
El nombre del expresidente Trump fue nominado por Jeff Kaufmann, presidente del Partido Republicano de Iowa.
Michael McDonald, presidente del Partido Republicano de Nevada, apoyó su nominación.

### Recuento de delegados
La siguiente tabla refleja el presunto recuento de delegados según el proceso de selección final y el recuento final en la convención.
Como cortesía hacia sus seguidores, los candidatos que habían suspendido sus campañas suelen retirarse formalmente poco antes del inicio de la convención, después de la fecha límite para reemplazarlos, permitiendo así que sus delegados asistan.
Sin embargo, las reglas de la Convención exigen que las delegaciones de algunos Estados (pero no todos) emitan sus votos de acuerdo con los resultados de las primarias, incluso si eso significa votar por un candidato que ya se ha retirado.
Además de estos, también hubo 51 delegados no vinculados que no están vinculados por los resultados de las primarias o caucus estatales.

### Resultados por candidato
| Candidato       | Delegados al final de la selección de delegados | Votación final por lista |
| --------------- | ----------------------------------------------- | ------------------------ |
| Donald Trump    | 2268                                            | 2388                     |
| Nikki Haley     | 97                                              | 41                       |
| Ron DeSantis    | 9                                               | 0                        |
| Vivek Ramaswamy | 3                                               | 0                        |
| No declarado    | 51                                              | N/A                      |
| Total           | 2429                                            | 2429                     |

### Resultados por estado o territorio
| Estado o territorio                    | Votos emitidos para Donald Trump | Votos emitidos para Nikki Haley |
| -------------------------------------- | -------------------------------- | ------------------------------- |
| Alabama (50 delegados)                 | 50                               |                                 |
| Alaska (29 delegados)                  | 29                               |                                 |
| Arizona (43 delegados)                 | 43                               |                                 |
| Arkansas (40 delegados)                | 40                               |                                 |
| California (169 delegados)             | 169                              |                                 |
| Carolina del Norte (74 delegados)      | 62                               | 12                              |
| Carolina del Sur (50 delegados)        | 50                               |                                 |
| Colorado (37 delegados)                | 37                               |                                 |
| Connecticut (28 delegados)             | 28                               |                                 |
| Dakota del Norte (29 delegados)        | 29                               |                                 |
| Dakota del Sur (29 delegados)          | 29                               |                                 |
| Delaware (16 delegados)                | 16                               |                                 |
| Washington D. C. (19 delegados)        |                                  | 19                              |
| Florida (125 delegados)                | 125                              |                                 |
| Georgia (59 delegados)                 | 59                               |                                 |
| Guam (9 delegados)                     | 9                                |                                 |
| Hawái (19 delegados)                   | 19                               |                                 |
| Idaho (32 delegados)                   | 32                               |                                 |
| Illinois (64 delegados)                | 64                               |                                 |
| Indiana (58 delegados)                 | 58                               |                                 |
| Iowa (40 delegados)                    | 40                               |                                 |
| Islas Marianas del Norte (9 delegados) | 9                                |                                 |
| Islas Vírgenes (4 delegados)           | 4                                |                                 |
| Kansas (39 delegados)                  | 39                               |                                 |
| Kentucky (46 delegados)                | 46                               |                                 |
| Luisiana (47 delegados)                | 47                               |                                 |
| Maine (20 delegados)                   | 20                               |                                 |
| Maryland (37 delegados)                | 37                               |                                 |
| Massachusetts (40 delegados)           | 40                               |                                 |
| Míchigan (55 delegados)                | 51                               | 4                               |
| Minnesota (39 delegados)               | 39                               |                                 |
| Misisipi (40 delegados)                | 40                               |                                 |
| Misuri (54 delegados)                  | 54                               |                                 |
| Montana (31 delegados)                 | 31                               |                                 |
| Nebraska (36 delegados)                | 36                               |                                 |
| Nevada (26 delegados)                  | 26                               |                                 |
| Nuevo Hampshire (22 delegados)         | 22                               |                                 |
| Nueva Jersey (12 delegados)            | 12                               |                                 |
| Nuevo México (22 delegados)            | 22                               |                                 |
| Nueva York (91 delegados)              | 91                               |                                 |
| Ohio (79 delegados)                    | 79                               |                                 |
| Oklahoma (43 delegados)                | 43                               |                                 |
| Oregón (31 delegados)                  | 31                               |                                 |
| Pensilvania (67 delegados)             | 67                               |                                 |
| Puerto Rico (23 delegados)             | 23                               |                                 |
| Rhode Island (19 delegados)            | 19                               |                                 |
| Samoa Americana (9 delegados)          | 9                                |                                 |
| Tennessee (58 delegados)               | 58                               |                                 |
| Texas (161 delegados)                  | 161                              |                                 |
| Utah (40 delegados)                    | 40                               |                                 |
| Vermont (17 delegados)                 | 17                               |                                 |
| Virginia (48 delegados)                | 42                               | 6                               |
| Virginia Occidental (32 delegados)     | 32                               |                                 |
| Washington (43 delegados)              | 43                               |                                 |
| Wisconsin (41 delegados)               | 41                               |                                 |
| Wyoming (29 delegados)                 | 29                               |                                 |
| Total                                  | 2388                             | 41                              |

## Nominación a la vicepresidencia

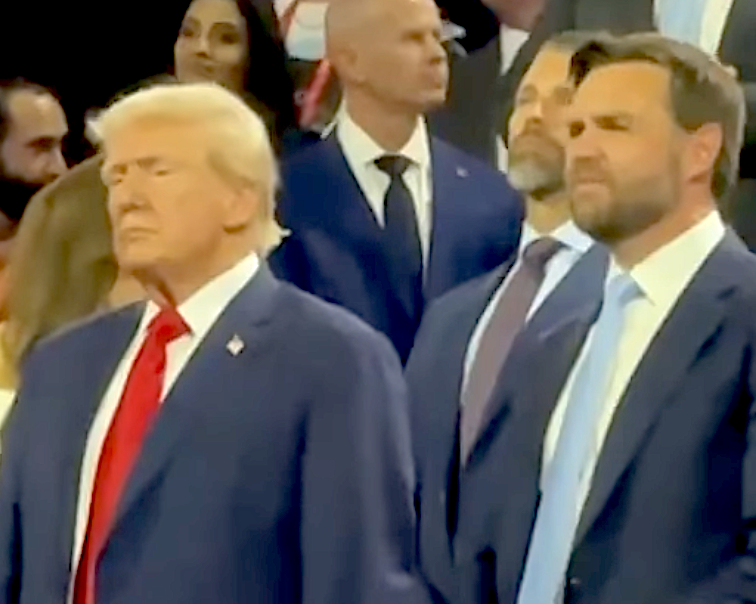
Trump y Vance juntos durante la primera noche de la convención.

El 15 de julio, el primer día de la Convención Nacional Republicana, Trump anunció a J. D. Vance como su candidato a vicepresidente.
Vance fue nominado por el vicegobernador de Ohio, Jon A. Husted. El candidato al Senado estadounidense, Bernie Moreno, de Ohio, propuso que la nominación fuera aprobada por aclamación, momento en el que el presidente de la Cámara de Representantes, Mike Johnson, proclamó a Trump y Vance como los nominados oficiales. Vance saludó a los invitados a la convención junto con su esposa, Usha Vance, después de ser presentado.
En la Convención Nacional Republicana de 1988, para evitar la oposición a la nominación de Dan Quayle, se cambiaron las reglas para permitir la nominación a la vicepresidencia por aclamación. Desde entonces, este método se ha vuelto tradicional.

## Oradores destacados

### Día uno: lunes 15 de julio
Tema: Make America Wealthy Once Again («Hacer que Estados Unidos vuelva a ser rico»)
Oradores notables en el primer día incluyeron:
| Orador          | Orador                 | Cargo/Notabilidad |
| --------------- | ---------------------- | --- |
|                 | Michael Whatley        | Presidente del Comité Nacional Republicano                                                                             |
|                 | Ron Johnson            | Senador de los Estados Unidos por Wisconsin                                                                            |
|                 | Marjorie Taylor Greene | Representante de los Estados Unidos por el 14.º distrito congresional de Georgia                                       |
|                 | Mark Robinson          | 35.º vicegobernador de Carolina del Norte Candidato republicano para gobernador en la elección para gobernador de 2024 |
|                 | Wesley Hunt            | Representante de los Estados Unidos por el 38.º distrito congresional de Texas                                         |
|                 | John James             | Representante de los Estados Unidos por el 10.º distrito congresional de Míchigan                                      |
|                 | Katie Britt            | Senadora de los Estados Unidos por Alabama                                                                             |
|                 | Tim Scott              | Senador de los Estados Unidos por Carolina del Sur Candidato presidencial republicano en 2024                          |
|                 | Glenn Youngkin         | 74.º gobernador de Virginia                                                                                            |
|                 | Kristi Noem            | 33.º gobernadora de Dakota del Sur                                                                                     |
|                 | Byron Donalds          | Representante de los Estados Unidos por el 19.º distrito congresional de Florida                                       |
|                 | David Sacks            | Ex director ejecutivo de Yammer                                                                                        |
|                 | Charlie Kirk           | Director ejecutivo de Turning Point USA                                                                                |
|                 | Marsha Blackburn       | Senadora de los Estados Unidos por Tennessee                                                                           |
| Horario estelar |                        | |
|                 | Amber Rose             | Modelo Rapera |
|                 | Sean O'Brien           | Presidente de la Hermandad Internacional de Camioneros                                                                 |

### Día dos: martes 16 de julio
Tema: Make America Safe Once Again («Hacer que Estados Unidos vuelva a ser seguro»)
Los oradores destacados del segundo día incluyeron:
| Orador          | Orador                 | Cargo/Notabilidad |
| --------------- | ---------------------- | --- |
|                 | Bill Lee               | 50.º gobernador de Tennessee Presidente de la Asociación de Gobernadores Republicanos |
|                 | Reince Priebus         | Ex-jefe de Gabinete de la Casa Blanca Expresidente del Comité Nacional Republicano |
|                 | Perry Johnson          | Emprendedor Candidato presidencial republicano en 2024 |
|                 | Kari Lake              | Candidata republicana en la elección al Senado de los Estados Unidos en Arizona de 2024 Candidata republicana a gobernador en la elección para gobernador de Arizona de 2022                           |
|                 | Eric Hovde             | Candidato republicano en la elección al Senado de los Estados Unidos en Wisconsin de 2024 |
|                 | Bernie Moreno          | Candidato republicano en la elección al Senado de los Estados Unidos en Ohio de 2024 |
|                 | Mike Rogers            | Candidato republicano en la elección al Senado de los Estados Unidos en Míchigan de 2024 Exrepresentante de los Estados Unidos por el 8.º distrito congresional de Míchigan                            |
|                 | David McCormick        | Candidato republicano en la elección al Senado de los Estados Unidos en Pensilvania de 2024 |
|                 | Jim Justice y Babydog  | 36.º gobernador de Virginia Occidental Candidato republicano en la elección al Senado de los Estados Unidos en Virginia Occidental de 2024                                                             |
|                 | Jim Banks              | Representante de los Estados Unidos por el 3.º distrito congresional de Indiana Candidato republicano en la elección al Senado de los Estados Unidos en Indiana de 2024                                |
|                 | Sam Brown              | Candidato republicano en la elección al Senado de los Estados Unidos en Nevada de 2024 |
|                 | Tim Sheehy             | Candidato republicano en la elección al Senado de los Estados Unidos en Montana de 2024 |
|                 | Hung Cao               | Candidato republicano en la elección al Senado de los Estados Unidos en Virginia de 2024 |
|                 | Rick Scott             | Senador de los Estados Unidos por Florida |
|                 | Jeff Van Drew          | Representante de los Estados Unidos por el 2.º distrito congresional de Nueva Jersey |
|                 | Elise Stefanik         | Presidenta de la Conferencia Republicana de la Cámara Representante de los Estados Unidos por el 21.º distrito congresional de Nueva York                                                              |
|                 | Tom Emmer              | Líder adjunto de la Mayoría de la Cámara Representante de los Estados Unidos por el 6.º distrito congresional de Minnesota                                                                             |
|                 | Steve Scalise          | Líder de la Mayoría de la Cámara Representante de los Estados Unidos por el 1.º distrito congresional de Luisiana                                                                                      |
|                 | Mike Johnson           | 56.º presidente de la Cámara de Representantes de los Estados Unidos Líder de la Conferencia Republicana de la Cámara Representante de los Estados Unidos por el 4.º distrito congresional de Luisiana |
|                 | Vivek Ramaswamy        | Emprendedor Candidato presidencial republicano en 2024 |
|                 | Savannah Chrisley      | Estrella de telerrealidad |
|                 | Eric Johnson           | Alcalde de Dallas |
|                 | Ted Cruz               | Senador de los Estados Unidos por Texas Candidato presidencial republicano en 2016 |
|                 | Brenna Bird            | 34.º fiscal general de Iowa |
|                 | Nikki Haley            | Exembajadora de los Estados Unidos ante las Naciones Unidas Candidata presidencial republicana en 2024                                                                                                 |
|                 | Ron DeSantis           | 46.º gobernador de Florida Candidato presidencial republicano en 2024 |
|                 | Eric Schmitt           | Senador de los Estados Unidos por Misuri |
|                 | Tom Cotton             | Senador de los Estados Unidos por Arkansas |
| Horario estelar |                        | |
|                 | Sarah Huckabee Sanders | 47.º gobernadora de Arkansas Ex-secretaria de Prensa de la Casa Blanca |
|                 | Ben Carson             | Exsecretario de Vivienda y Desarrollo Urbano de los Estados Unidos Candidato presidencial republicano en 2016                                                                                          |
|                 | Marco Rubio            | Senador de los Estados Unidos por Florida Candidato presidencial republicano en 2016 |
|                 | Lara Trump             | Copresidenta del Comité Nacional Republicano Nuera de Donald Trump |

### Día tres: miércoles 17 de julio
Tema: Make America Strong Once Again («Hacer que Estados Unidos vuelva a ser fuerte»)
| Orador          | Orador             | Cargo/Notabilidad |
| --------------- | ------------------ | --- |
|                 | Brian Mast         | Representante de los Estados Unidos por el 21.º distrito congresional de Florida                                                                              |
|                 | Nancy Mace         | Representante de los Estados Unidos por el 1.ᵉʳ distrito congresional de Carolina del Sur                                                                     |
|                 | Ronny Jackson      | Representante de los Estados Unidos por el 13.º distrito congresional de Texas                                                                                |
|                 | Richard Grenell    | Exdirector interino de inteligencia nacional |
|                 | Matt Gaetz         | Representante de los Estados Unidos por el 1.º distrito congresional de Florida                                                                               |
|                 | Callista Gingrich  | Exembajadora ante la Santa Sede Esposa de Newt Gingrich |
|                 | Newt Gingrich      | Expresidente de la Cámara de Representantes de los Estados Unidos Candidato presidencial republicano en 2012                                                  |
|                 | Peter Navarro      | Exdirector de la Oficina de Política Comercial y Manufacturera de los Estados Unidos                                                                          |
|                 | Monica De La Cruz  | Representante de los Estados Unidos por el 15.º distrito congresional de Texas                                                                                |
|                 | Thomas Homan       | Exdirector interino del Servicio de Control de Inmigración y Aduanas                                                                                          |
|                 | Greg Abbott        | 46.º gobernador de Texas |
|                 | Doug Burgum        | 33.º gobernador de Dakota del Norte Candidato presidencial republicano en 2024                                                                                |
|                 | Kellyanne Conway   | Exasistente de Trump |
|                 | Anna Paulina Luna  | Representante de los Estados Unidos por el 13.º distrito congresional de Florida                                                                              |
|                 | David Bellavia     | Cofundador de Vets for Freedom |
|                 | Kimberly Guilfoyle | Conductora de televisión Prometida de Donald Trump Jr. |
|                 | Michael Waltz      | Representante de los Estados Unidos por el 6.º distrito congresional de Florida                                                                               |
|                 | Lee Zeldin         | Representante de los Estados Unidos por el 1.º distrito congresional de Nueva York Candidato republicano en la elección para gobernador de Nueva York de 2022 |
| Horario estelar |                    | |
|                 | Kai Trump          | Hija de Donald Trump Jr. |
|                 | Donald Trump Jr.   | Hijo de Donald Trump |
|                 | Usha Vance         | Esposa de J. D. Vance |
|                 | J. D. Vance        | Senador de los Estados Unidos por Ohio Candidato republicano para vicepresidente en las elecciones presidenciales de Estados Unidos de 2024                   |

### Día cuatro: jueves 18 de julio

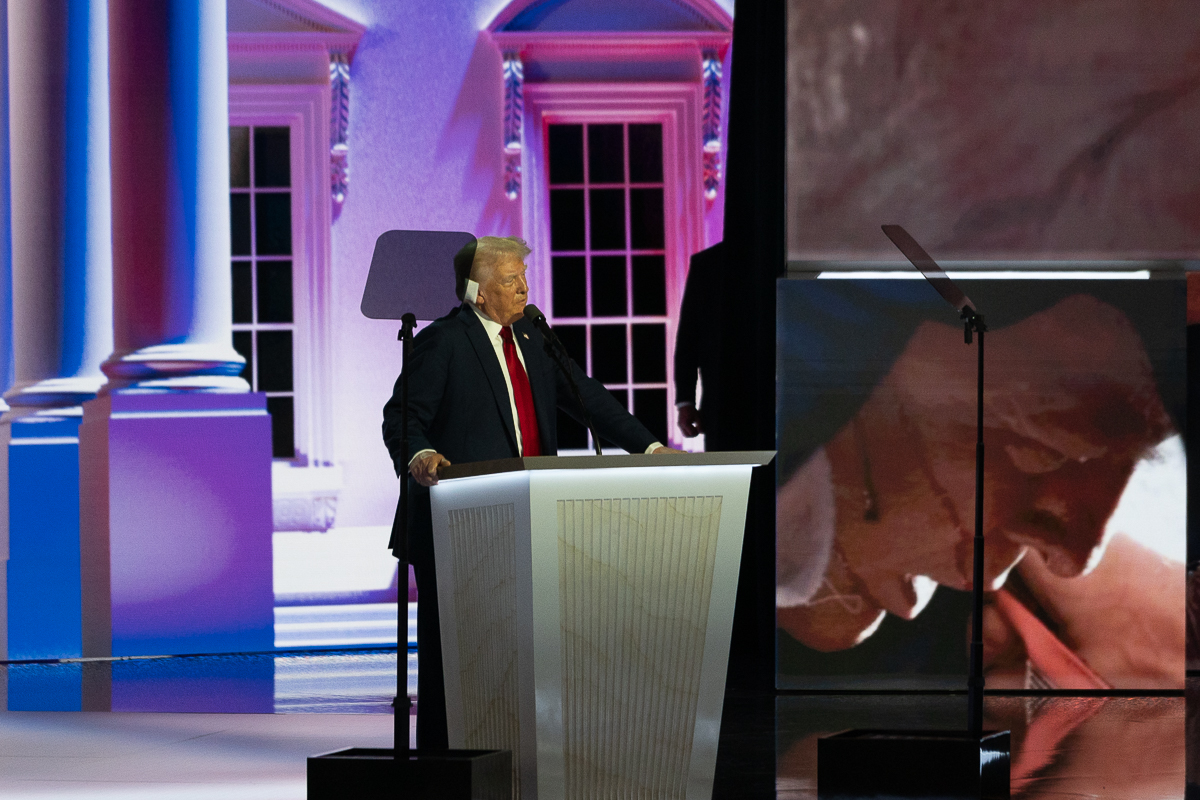
Trump pronuncia su discurso de aceptación.

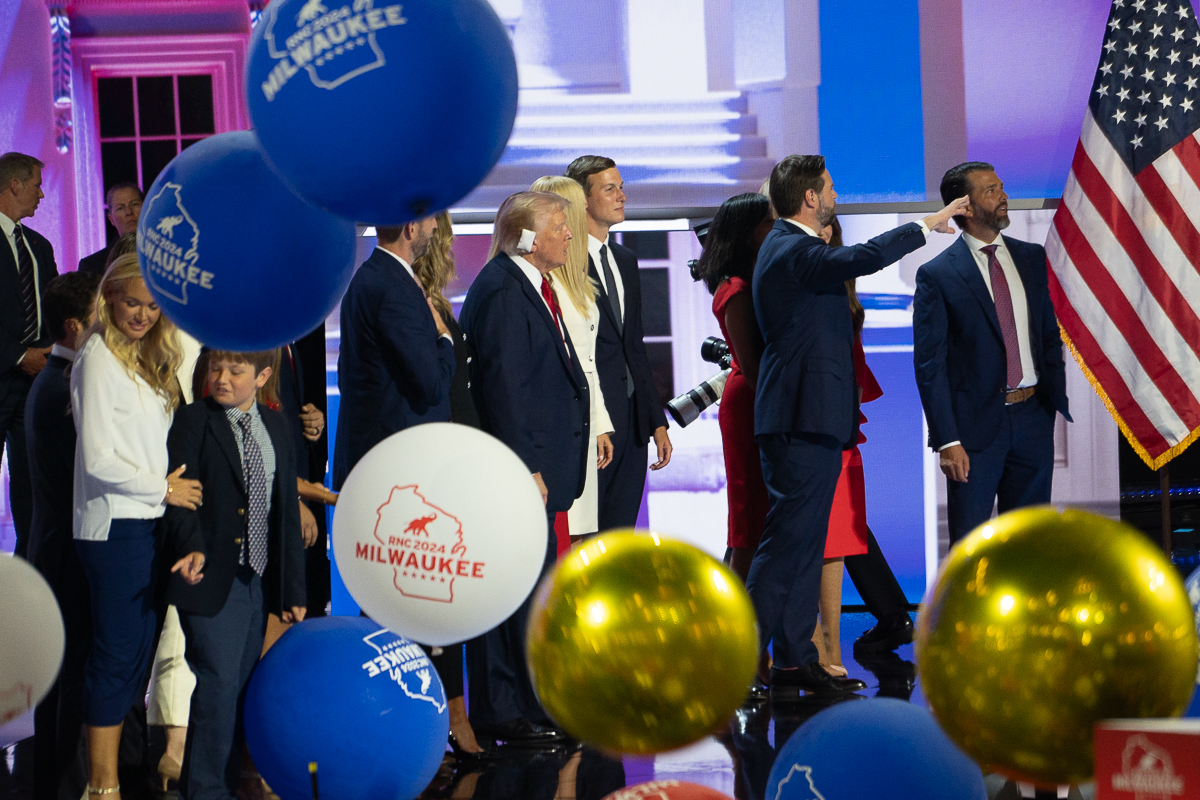
Trump, Vance y sus familias en el escenario al cierre de la convención.

Tema: Make America Great Once Again («Hacer que Estados Unidos vuelva a ser grande»)
| Orador          | Orador          | Cargo/Notabilidad |
| --------------- | --------------- | --- |
|                 | Steve Daines    | Senador de los Estados Unidos por Montana Presidente del Comité Nacional Republicano del Senado                                                    |
|                 | Richard Hudson  | Representante de los Estados Unidos por el 9.º distrito congresional de Carolina del Norte Presidente del Comité Nacional Republicano del Congreso |
|                 | Linda McMahon   | Exjefe de la Agencia Federal de Pequeños Negocios                                                                                                  |
|                 | Mike Pompeo     | Ex-secretario de Estado de los Estados Unidos |
|                 | Alina Habba     | Portavoz legal de Donald Trump |
|                 | Tucker Carlson  | Presentador de televisión y comentarista político                                                                                                  |
|                 | Hulk Hogan      | Luchador profesional retirado |
|                 | Franklin Graham | Evangelista |
|                 | Eric Trump      | Hijo de Donald Trump |
| Horario estelar |                 | |
|                 | Dana White      | Presidente de Ultimate Fighting Championship |
|                 | Donald Trump    | Candidato republicano a la presidencia en las elecciones presidenciales de Estados Unidos de 2024 Ex-presidente de los Estados Unidos              |